# عملية الخليل 2007
كانت عملية الخليل 2007 أو هجوم ناحال تيليم 2007، هجوماً فلسطينياً مسلحاً وقع في 28 ديسمبر 2007، حيث قُتل جنديان إسرائيليان خلال إجازتهما، بينما يتتزهان في وادي ناحال تيليم قرب بلدة بيت كاحل غرب الخليل. قُتل أحد المهاجمين في تبادل إطلاق النار الفوري، وسلم اثنان آخران نفسيهما لاحقاً إلى السلطة الفلسطينية، ووجهت السلطة الفلسطينية لائحة اتهام ضدهما، وحكم عليهما بالسجن لمدة 15 عاماً لكل منهما. وينتمي اثنان من المهاجمين إلى حركة فتح، أحدهما جندي في قوات الأمن الوطني الفلسطيني.

## الهجوم
في صباح يوم الجمعة، 28 ديسمبر 2007، كان أحيكام عميحاي وديفيد روبين، وهما جنديان من الجيش الإسرائيلي ومن سكان كريات أربع، يسافران بملابس مدنية (ولكن مع أسلحتهما العسكرية) أثناء إجازتهما، مع شابة تدعى نعمة أوهايون، إلى وادي نحال تيليم (خربة شعب البطم)، الذي يبدأ في المنطقة (ج) الخاضعة للسيطرة الإسرائيلية، ويمتد إلى المنطقة (ب)، حيث يتحمل الفلسطينيون المسؤولية مدنية، لكن إسرائيل تحتفظ بالمسؤولية الأمنية. خدم روبين (21 عاماً) كجندي مقاتل في شايطيت 13. وخدم عميحاي (20 عاماً)، وهو حفيد الحاخام موشيه تسفي نيريا، كقائد في وحدة شالداغ، وحدة قوات النخبة لسلاح الجو الإسرائيلي.
وخلال رحلتهم مرت سيارة رباعية الدفع بالقرب من المسافرين، وأطلق المهاجمون الموجودون فيها النار على المسافرين. رد أميهاي وروبن بإطلاق النار باستخدام أسلحتهما العسكرية. وفي تبادل إطلاق النار قُتل عميحاي وروبين والمسلح الذي كان يقود السيارة ذات الدفع الرباعي. وقبل أن يغادر المهاجمون مكان الهجوم، أطلقوا النار على عميحاي وروبين من مسافة قريبة للتأكد من وفاتهم جميعاً، وسرقوا أسلحتهم العسكرية. اختبأت أوهايون خلف صخرة في مجرى النهر خلال الاشتباك، وبعد فرار المهاجمين من مكان الحادث، اتصلت بقوات الأمن الإسرائيلية.
نشرت قوات الأمن الإسرائيلية حواجز على الطرق في أعقاب الهجوم، وحاولت القبض على المهاجمين، لكن المسلحين تمكنوا عن غير قصد من المرور عبر حاجز على الطريق دون أن يُلقى القبض عليهم.

## المنفذون
كشف تحقيق أجري بعد الحادث أنه على الرغم من إعلان فتح والجهاد الإسلامي وحماس مسؤوليتهم مباشرةً بعد الهجوم، فإن الهجوم نفذه في الواقع ثلاثة فلسطينيين؛ علي حامد رجب دنديس، عمر بدر حليم طه، وسامر نبيل النتشة. وكان الاثنان الأولان من رجال الشرطة الفلسطينية في ذلك الوقت، بالإضافة عضويتهما في فتح. وكان النتشة، الذي قُتل بالنيران المتبادلة، أحد عناصر سرايا القدس التابعة لحركة الجهاد الإسلامي، وهو نجل رجل الأعمال نبيل النتشة. سلم دنديس وطه نفسيهما لقوات الأمن التابعة للسلطة الفلسطينية، وأعادا الأسلحة التي أخذاها من القتيلان.
أعلنت السلطة الفلسطينية أنها لن تسلم المهاجمين إلى إسرائيل، بعدما سلم المهاجمان الناجيان أنفسهما. وفي 22 يناير 2008، أدين المهاجمان في محكمة عسكرية فلسطينية وحُكم عليهما بالسجن لمدة 15 عاماً لكل منهما.
ادعى الشاباك في وقت لاحق، أن المهاجمين نصبوا كميناً للمسافرين في الوادي من أجل تنفيذ الهجوم. وعندما رأى أحدهم المسافرين يقتربون من الوادي، أبلغ المهاجمين الآخرين بذلك على الفور، واللذين قدما وساعداه في تنفيذ الهجوم.

## ردود الفعل الرسمية
- : تحدث رئيس الوزراء الإسرائيلي إيهود أولمرت، خلال اجتماع مجلس الوزراء الذي عقد بعد الهجوم، وقال من بين أمور أخرى، «إن الحادث يؤكد ما ظلت الحكومة الإسرائيلية تقوله طوال العملية السياسية بين إسرائيل والفلسطينيين: طالما لا تتخذ السلطة الفلسطينية الإجراءات اللازمة ضد المنظمات الإرهابية، فلن تتمكن الحكومة الإسرائيلية من إجراء تغييرات من شأنها أن تعرض إسرائيل لمخاطر وتؤدي إلى مشاكل لأمن إسرائيل». كما ذكر أولمرت أن «الجنديان قاتلا بشجاعة وقتلهم الإرهابيون».[12]
- : أدانت السلطة الفلسطينية الهجوم.[13]

## التداعيات
قدمت إسرائيل شكوى إلى رئيس مجلس الأمن التابع للأمم المتحدة وإلى أمين عام الأمم المتحدة في أعقاب الهجوم. وجاء في رسالة الشكوى أنه «بينما تظل إسرائيل ملتزمة بدفع عملية السلام قدماً وملتزمة بمبادئ مؤتمر أنابوليس وتعقد اجتماعات متواصلة مع السلطة الفلسطينية، فإنها لا تكافح من أجل منع الإرهاب أو الوفاء بالتزاماتها المختلفة بما في ذلك خارطة طريق السلام».[بحاجة لمصدر]